# Os naviculare

Schema der Fußknochen des Menschen: Die Ziffer 5 bezeichnet das Kahnbein.

Das Os naviculare („Kahnbein“) oder Os tarsi centrale ist ein kurzer Knochen der Fußwurzel. In der älteren Literatur wurde auch das Kahnbein der Hand als Os naviculare bezeichnet. Ein Kahnbeinbruch ist an der Hand wesentlich häufiger als am Fuß.
Es ist großzehenseitig bzw. schienbeinseitig gelegen. Körpernah befindet sich eine Höhle, die als Gelenkfläche für den Kopf (Caput tali) des Sprungbeins (Talus) dient. Mittig befindet sich eine Aufrauung (Tuberositas ossis navicularis), die fußinnenwärts abbiegt, und körperfern befinden sich drei nur durch kleine Vorwölbungen voneinander getrennte Gelenkflächen für die drei Keilbeine (Ossa cuneiformia). Unterbleibt die Verschmelzung der Knochenkerne des Os naviculare, entsteht ein Os tibiale externum.
Bei Wiederkäuern ist das Os tarsi centrale mit dem Os tarsale quartum zum Os centroquartale verwachsen.

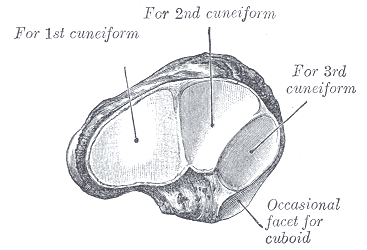
Zeichnung eines linken Kahnbeines des Fußes mit Darstellung der Gelenkflächen
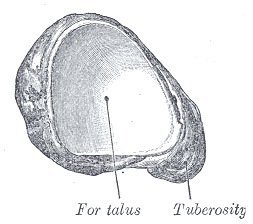
(Ansicht von links: vorne-seitlich, rechts: hinten-mittig)